# Claudia Gülzow
Claudia Gülzow (* 1970 oder 1971 in Hamburg) ist eine deutsche Immobilienmaklerin.  Bekanntheit erreichte sie durch ihre Teilnahme als  Darstellerin für die Pseudo-Doku mieten, kaufen, wohnen, in der sie von 2009 bis 2016 in über 360 Folgen zu sehen war.
Gülzow schrieb 2009 den biografischen Roman Ungeschminkt- und trotzdem blond. 2012 nahm sie an einem „mieten, kaufen, wohnen“-Spezial der Kochshow Das perfekte Promi-Dinner teil.
2018 gab sie bekannt, zuletzt unter einer Krebserkrankung gelitten zu haben. Eigenen Angaben zufolge wurden mehrere Tumoren in ihrer Mundhöhle entdeckt, die inzwischen operativ entfernt wurden.
Sie lebt zusammen mit dem erwachsenen Sohn und der ebenfalls erwachsenen Tochter in einer Wohngemeinschaft.